# کوئول شرقی
کوئول شرقی (نام علمی: Dasyurus viverrinus)، که به عنوان «گربه بومی شرقی» نیز شناخته می‌شود، کیسه‌داری ستبردم‌سان با جثه متوسط بومی استرالیا و تاسمانی است. آن‌ها اکنون در سرزمین اصلی استرالیا منقرض‌شده به حساب می‌آیند، ولی در تاسمانی از جمله جانوران معمول با پراکندگی زیاد هستند. این جانور یکی از شش کوئول موجود است.

## توصیف ظاهری
کوئول شرقی در کل به اندازه تقریبی یک گربه خانگی است. طول نرها به ۶۰ سانتی‌متر می‌رسد و وزنشان نزدیک ۱٫۳ کیلوگرم است. پوست ضخیم آن‌ها با خال‌هایی سفید پوشیده شده‌است. رنگ پوست از حنائی روشن تا نزدیک به سیاه متغیر است. روش تشخیص این جانوران از کوئول‌های ببری بدن باریکشان است با دمشان که خالی بر آن وجود ندارد.

## رفتار
کوئول شرقی جانوری تک‌زی است و در شب به تنهایی به شکار طعمه‌هایی چون حشرات و پستانداران کوچک می‌پردازد. آن‌ها همچنین گاه به خوردن مردارهایی که توسط شیطان تاسمانی شکار شده‌اند می‌پردازند.
فصل جفت‌گیری در اوایل زمستان آغاز می‌شود و ماده‌ها تا ۶ فرزند به دنیا می‌آورند. از این فرزندان، تنها نخستین بچه‌های که بتوانند خود را به سینه مادر برسانند زنده خواهند ماند. شیردهی تا ۱۰ هفته ادامه دارد و فرزندان در هنگامی که مادر به دنبال غذا است در لانه می‌مانند.